# Becerril de la Sierra
Becerril de la Sierra és un municipi de la Comunitat de Madrid, a la Cuenca del Guadarrama. Està situat entre els municipis de Navacerrada, Collado Mediano, Moralzarzal i El Boalo.